# Kung Fu Rider
Kung Fu Rider (giapponese: 街スベリ, cinese: 功夫滑仔), chiamato in origine Slider, è un videogioco d'azione sviluppato dalla SCE Japan Studio e pubblicato dalla Sony per l'uso del PlayStation Move. Il gioco è stato pubblicato in esclusiva per PlayStation 3 a Settembre 2010 in Australia, Europa e Nordamerica e a Ottobre in Giappone.

## Trama
Il gioco consiste nel giocare nei panni di Toby, un investigatore privato in incognito come impiegato d'ufficio, e Karin, una segretaria, i quali sono in fuga dalla Yakuza nelle strade di Hong Kong a bordo di una sedia da ufficio.

## Modalità di gioco
Il gioco permette l'uso del PlayStation Move per navigare nelle strade di Hong Kong. I giocatori possono far accelerare il personaggio scuotendo verticalmente il Move, farlo girare girandolo lateralmente, farlo saltare alzando il Move sopra la testa, fargli usare il turbo avanzando forte il Move o togliersi di mezzo gli oggetti premendo dei tasti simili a quelli del Control Pad.

## Accoglienza
| Testata                           | Giudizio |
| --------------------------------- | -------- |
| GameRankings (media al 20-4-2018) | 41.59%   |
| Metacritic (media al 20-4-2018)   | 36/100   |
| 1UP.com                           | C        |
| Eurogamer                         | 3/10     |
| Game Informer                     | 3.5/10   |
| Gamespot                          | 4/10     |
| GameTrailers                      | 4.8/10   |
| IGN                               | 3.5/10   |
| Joystiq                           | 2/5      |
| OPM (USA)                         | 6/10     |
| X-Play                            | 2/5      |

L'accoglienza del gioco è stata negativa, in quanto, nonostante la precisione del Move, il titolo si è rivelato poco ispirato, impreciso e lento, dimostrandosi imbarazzante come titolo di debutto della periferica Sony.